# سان جوان كابيسترانو (كاليفورنيا)
سان جوان كابيسترانو (بالإنجليزية: San Juan Capistrano)‏ هي إحدى مدن مقاطعة أورانج، كاليفورنيا. تم إعطاءها لقب مدينة في 19 أبريل، 1961.

## التركيبة السكانية
حدّد مكتب تعداد الولايات المتحدة بيانات التركيبة السكانية لسان جوان كابيسترانو في تعداد الولايات المتحدة. في ما يلي، التركيبة السكانية حسب تعدادي 2000 و2010.

### تعداد عام 2000
بلغ عدد سكان سان جوان كابيسترانو 33,826 نسمة بحسب تعداد عام 2000، وبلغ عدد الأسر 10,930 أسرة وعدد العائلات 8,196 عائلة مقيمة في المدينة. في حين سجلت الكثافة السكانية 905.2 نسمة لكل كيلومتر مربع (2,344.5/ميل2). وبلغ عدد الوحدات السكنية 11,320 وحدة بمتوسط كثافة قدره 302.9 لكل كيلومتر مربع (784.5/ميل2).
وتوزع التركيب العرقي للمدينة بنسبة 78.47% من البيض و0.78% من الأمريكيين الأفارقة و1.07% من الأمريكيين الأصليين و1.92% من الأمريكيين ذوي الأصول الآسيوية و0.11% من سكان جزر المحيط الهادئ و14.21% من الأعراق الأخرى و3.43% من عرقين مختلطين أو أكثر و33.13% من الهسبانيون أو اللاتينيون من أي عرق.
بلغ عدد الأسر 10,930 أسرة كانت نسبة 39.9% منها لديها أطفال تحت سن الثامنة عشر تعيش معهم، وبلغت نسبة الأزواج القاطنين مع بعضهم البعض 62.7% من أصل المجموع الكلي للأسر، ونسبة 8.5% من الأسر كان لديها معيلات من الإناث دون وجود شريك، بينما كانت نسبة 3.8% من الأسر لديها معيلون من الذكور دون وجود شريكة وكانت نسبة 25% من غير العائلات. تألفت نسبة 19.7% من أصل جميع الأسر من عدة أفراد يعيشون في نفس المنزل ونسبة 10.3% كانت تتألف من شخص يعيش بمفرده يبلغ من العمر 65 عاماً أو أكثر. وبلغ متوسط حجم الأسرة المعيشية 3.06، أما متوسط حجم العائلات فبلغ 3.45.
بلغ العمر الوسطي للسكان 36.4 عاماً. وكانت نسبة 27.7% من القاطنين تحت سن الثامنة عشر، وكانت نسبة 7.8% بين الثامنة عشر والرابعة والعشرين عاماً، ونسبة 27.3% كانت واقعةً في الفئة العمرية ما بين الخامسة والعشرين والرابعة والأربعين عاماً، ونسبة 23.7% كانت ما بين الخامسة والأربعين والرابعة والستين، ونسبة 12.2% كانت ضمن فئة الخامسة والستين عاماً فما فوق. يوجد لكل 100 أنثى 97.0 ذكر، ويوجد لكل 100 أنثى في الثامنة عشر من عمرها فما فوق 95.2 ذكر.
بلغ متوسط دخل الأسرة في المدينة 51,907 دولارًا، أما متوسط دخل العائلة فبلغ 55,401 دولارًا. وكان متوسط دخل الذكور 36,175 دولارًا مقابل 28,750 دولارًا للإناث. وسجل دخل الفرد الخاص بالمدينة 19,446 دولارًا. وكانت نسبة 11% من العائلات ونسبة 16.6% من السكان تحت خط الفقر، وكان من هؤلاء نسبة 23% تحت سن الثامنة عشر ونسبة 6.6% في الخامسة والستين من العمر وما فوق.

### تعداد عام 2010
بلغ عدد سكان سان جوان كابيسترانو 34,593 نسمة بحسب تعداد عام 2010، وبلغ عدد الأسر 11,394 أسرة وعدد العائلات 8,321 عائلة مقيمة في المدينة. في حين سجلت الكثافة السكانية 925.7 نسمة لكل كيلومتر مربع (2,397.6/ميل2). وبلغ عدد الوحدات السكنية 11,940 وحدة بمتوسط كثافة قدره 319.5 لكل كيلومتر مربع (827.5/ميل2).
وتوزع التركيب العرقي للمدينة بنسبة 77.08% من البيض و0.56% من الأمريكيين الأفارقة و0.83% من الأمريكيين الأصليين و2.82% من الأمريكيين ذوي الأصول الآسيوية و0.10% من سكان جزر المحيط الهادئ و15.13% من الأعراق الأخرى و3.49% من عرقين مختلطين أو أكثر و38.70% من الهسبانيون أو اللاتينيون من أي عرق.
بلغ عدد الأسر 11,394 أسرة كانت نسبة 35.4% منها لديها أطفال تحت سن الثامنة عشر تعيش معهم، وبلغت نسبة الأزواج القاطنين مع بعضهم البعض 58.9% من أصل المجموع الكلي للأسر، ونسبة 9.6% من الأسر كان لديها معيلات من الإناث دون وجود شريك، بينما كانت نسبة 4.6% من الأسر لديها معيلون من الذكور دون وجود شريكة وكانت نسبة 27% من غير العائلات. تألفت نسبة 20.9% من أصل جميع الأسر من عدة أفراد يعيشون في نفس المنزل ونسبة 12.3% كانت تتألف من شخص يعيش بمفرده يبلغ من العمر 65 عاماً أو أكثر. وبلغ متوسط حجم الأسرة المعيشية 3.03، أما متوسط حجم العائلات فبلغ 3.44.
بلغ العمر الوسطي للسكان 40.2 عاماً. وكانت نسبة 24.6% من القاطنين تحت سن الثامنة عشر، وكانت نسبة 8.9% بين الثامنة عشر والرابعة والعشرين عاماً، ونسبة 22.6% كانت واقعةً في الفئة العمرية ما بين الخامسة والعشرين والرابعة والأربعين عاماً، ونسبة 28.3% كانت ما بين الخامسة والأربعين والرابعة والستين، ونسبة 15.6% كانت ضمن فئة الخامسة والستين عاماً فما فوق. وتوزع التركيب الجنسي للسكان بنسبة 49.6% ذكور و50.4% إناث.

## توأمة
لسان جوان كابيسترانو (كاليفورنيا) اتفاقيات توأمة مع كل من:
- غويا، خيريز دي لا فرونتيرا
- كابسترانو

## أعلام
- مالفينا بولو
- دوغلاس إل. إدموندز
- أوستين هيدجيز
- ستيف كرامر
- جد كولينز